# Dorian Dessoleil
Dorian Dessoleil, né le 7 août 1992 à Charleroi en Belgique, est un footballeur belge qui joue au poste de défenseur aux Francs Borains.

## Biographie
Dorian Dessoleil inscrit six buts en deuxième division belge avec le club du Royal Excelsior Virton lors de la saison 2014-2015. Il est notamment l'auteur d'un doublé contre le RC Malines en avril 2015, avec pour résultat une très large victoire sur le score de 9-0.
La saison suivante, il inscrit trois buts en première division avec le Sporting Charleroi.